# New Jersey Brewers
New Jersey Schaefer Brewers foi um clube americano de futebol  que foi membro da American Soccer League.
Fundados como os New Jersey Schaefer Brewers, eles se tornaram os New Jersey Brewers após sua primeira temporada. A equipe desistiu após a temporada de 1975 e foram substituída na liga pelo New Jersey Americans

## Estatísticas

### Participações
|  | Participações em 2020 |

| Competição     | Competição             | Temporadas | Melhor campanha                     | Estreia | Última | P | R |
| Estados Unidos | American Soccer League | 4          | Segundo Lugar da Conferência (1973) | 1972    | 1975   |   | – |